# René Magritte
René François Ghislain Magritte (Lessines, 21 de noviembre de 1898-Bruselas, 15 de agosto de 1967) fue un pintor surrealista belga. Conocido por sus ingeniosas y provocativas imágenes, pretendía con su trabajo cambiar la percepción precondicionada de la realidad y forzar al espectador a hacerse hipersensitivo a su entorno. 
Magritte dotó al surrealismo de una carga conceptual basada en el juego de imágenes ambiguas y su significado denotado a través de palabras, poniendo en cuestión la relación entre un objeto pintado y uno real.

## Biografía
Poco se conoce acerca de los primeros años de Magritte. Nació en Lessines, provincia de Hainaut, en 1898, el mayor de los hijos de Léopold Magritte, sastre y comerciante de telas, y Regina (nacida Bertinchamps). Comenzó sus lecciones de dibujo en 1910. El 12 de marzo de 1912, su madre se suicidó ahogándose en el río Sambre. Este no fue su primer intento, pues llevaba años intentando quitarse la vida, obligando a su marido Léopold a encerrarla en su dormitorio. Un día ella escapó y estuvo perdida por días. Más tarde fue descubierta, muerta, río abajo. De acuerdo a la leyenda, Magritte, quien entonces tenía 13 años, estaba presente cuando el cuerpo fue recuperado del agua, pero recientes investigaciones han desacreditado tal historia. La imagen de su madre flotando, con su vestido cubriendo su cara, puede haber influenciado una serie de pinturas de 1927 a 1928, incluyendo una de sus obras más conocidas, Les Amants, pero el propio Magritte desechaba dicha interpretación del cuadro.
Realizó sus primeros cursos de pintura en Châtelet. En 1915 comienza a hacer sus primeras obras en la línea del Impresionismo. Entre 1916 y 1918, estudia en la Academia de Bellas Artes de Bruselas. Expone por primera vez en el Centro de Arte de Bruselas en 1920, junto a Pierre-Louis Flouquet, con quien comparte un estudio. Tras el servicio militar trabaja temporalmente como diseñador en una fábrica de papel. En 1923 participa con Lissitzky, László Moholy-Nagy, Lyonel Feininger y Paul Joostens en una exposición en el Círculo Real Artístico.
Su obra del período 1920-1924, por su tratamiento de los temas de la vida moderna, su color brillante y sus investigaciones sobre las relaciones de la forma tridimensional con la superficie plana del cuadro, muestran influencias del Cubismo, del Orfismo, del Futurismo y del Purismo.
En 1922 ve una reproducción de La canción de amor, cuadro de Giorgio de Chirico, que le impresiona profundamente, y a partir de 1926 se independiza de las influencias anteriores y basa su estilo en el de este pintor. En 1922 contrajo matrimonio con Georgette Berger, una amiga de su juventud, la cual fue modelo de algunas de sus obras.
En obras como La túnica de la aventura (1926), expresa su sentido del misterio del mundo por medio de la irracional yuxtaposición de objetos en una atmósfera silenciosa.
En El asesino amenazado (1926), el espacio perspectivo deriva de De Chirico y de los decorados de los primeros melodramas cinematográficos. En este mismo año se une a otros músicos, escritores y artistas belgas, en un grupo informal comparable al de los surrealistas de París.
En 1927 se establece en las cercanías de París y participa, durante los tres años siguientes, en las actividades del grupo surrealista (sobre todo, se relaciona con Éluard, Breton, Arp, Miró y Dalí). Aporta al surrealismo parisino un resurgimiento del ilusionismo. A diferencia de Dalí, Magritte no usa la pintura para expresar sus obsesiones privadas o sus fantasías, sino que se expresa con agudeza, ironía y espíritu de debate.
En 1928 participa en la exposición surrealista en la galería Goemans de París.
En 1930 regresa a Bruselas huyendo del ambiente polémico parisino, y allí pasa tranquilo el resto de sus días.

## Realismo mágico
A partir de 1926, el estilo de Magritte (también llamado "realismo mágico") cambia poco; entre 1928 y 1930 investiga las ambiguas relaciones entre palabras, imágenes y los objetos que estas denotan. En La perfidia de las imágenes (1928-1929) retrata meticulosamente una pipa, y debajo, con igual precisión, pone la leyenda Ceci n'est pas une pipe (Esto no es una pipa), cuestionando la realidad pictórica.
El espejo falso (1928) explora la misma idea: el ojo, como un falso espejo, reflejando las nubes blancas y el cielo azul pintados de forma realista; en este cuadro introduce el tema del paisaje ilusionista, interpretado en clave pictórica, alejado de toda intención naturalista. Magritte explora en toda su obra el problema del espacio real frente a la ilusión espacial, que es el trasunto de la pintura misma. Desde el punto de vista psicoanalítico, el espejo representa la confusión de identidad del falso yo. Esta confusión se da en el espectador en el momento de contemplar la obra, al no saber si "está viendo un reflejo del cielo o si mira el cielo a través del ojo" o "si el ojo del cuadro nos mira a nosotros o al cielo".
Hace muchas variaciones sobre este tema, quizá la más clara de todas sea Los paseos de Euclides (1955), donde muestra un caballete con un cuadro frente a una ventana, a través de la cual se ve un paisaje; la escena pintada corresponde exactamente al fragmento de paisaje sobre el que se sitúa el cuadro, llevando el problema de la pintura, como confrontación naturaleza-ilusión, a la cuarta dimensión. Allí propone un juego de miradas entre la perspectiva original de una calle junto a una torre reflexionando sobre las tres dimensiones del espacio pero en las dos dimensiones de un lienzo que ocupa casi el tamaño de la ventana y donde se supone está pintado aquello que continúa de manera precisa con el panorama que la ventana nos propone, aprovechando a plantear un foco en los originales y la imitación.
En 1933 hace una exposición individual en el Palacio de Bellas Artes de Bruselas y en 1936 su primera individual en Estados Unidos en la galería Julien Levy de Nueva York.
En ese mismo año su obra está presente en la exposición Arte fantástico, Dadá y Surrealismo en el Museo de Arte Moderno de Nueva York.
En los años cuarenta la obra de Magritte adopta una paleta y una pincelada más propia de los pintores impresionistas, abandonando la precisión y apariencia realista de sus pinturas más conocidas; posteriormente, en 1947-1948 desarrolla una estilo cercano al Fovismo, con pinceladas gruesas y empastadas y colorido vibrante. Sin embargo, la respuesta de la crítica fue, en general, hostil hacia estas obras, y Magritte volvió a su estilo anterior. Son característicos de los años cincuenta los cuadros en los que tanto figuras interiores como paisajes y objetos aparecen convertidos en roca.

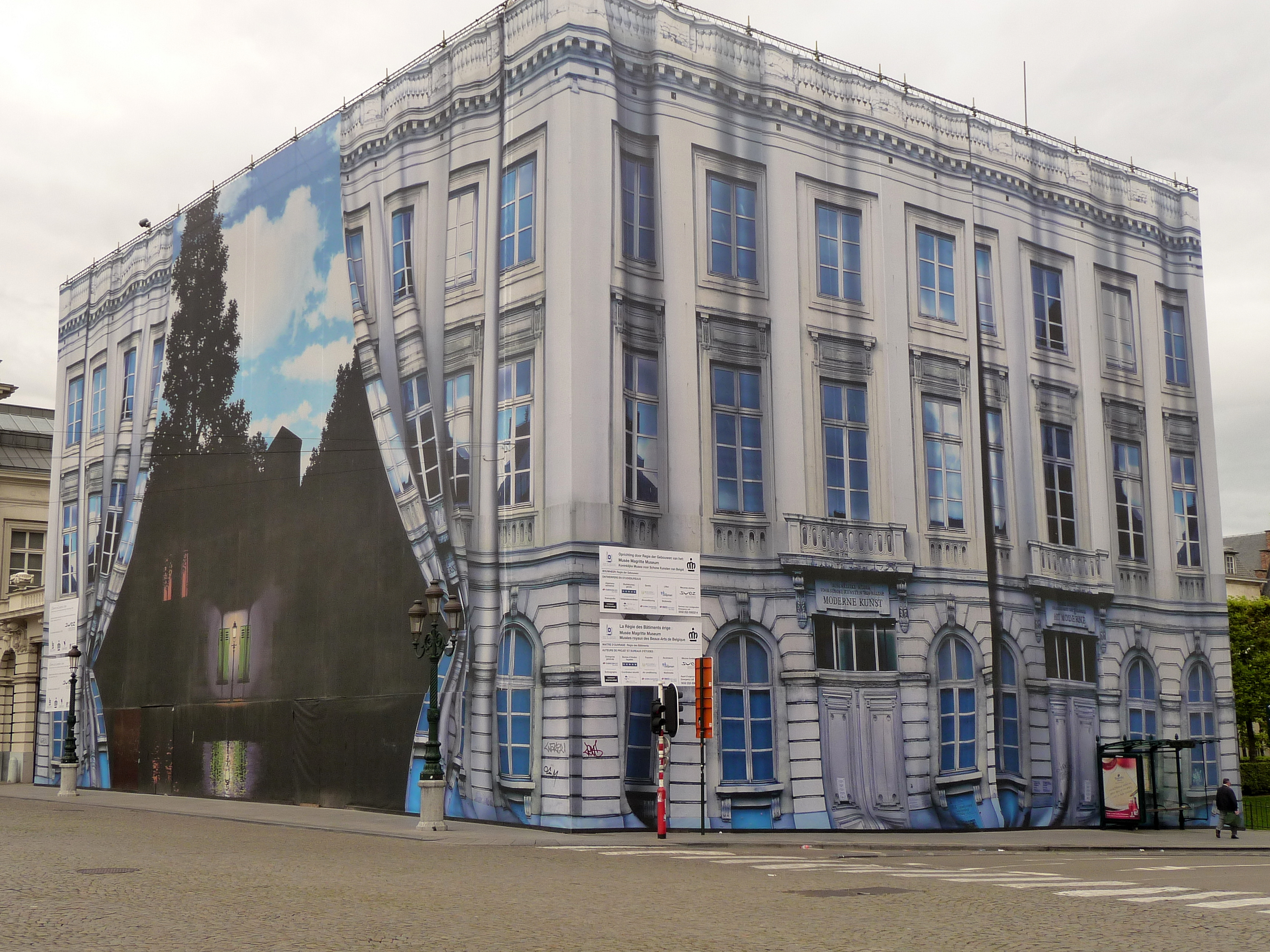
Museo Magritte

"Las formas básicas y los temas, sin embargo, continúan la fantasía del lugar común durante los años sesenta. Una escena urbana nocturna a la que se le superpone un cielo azul con nubes de atardecer flotando; carreras de jockeys en coches y por habitaciones; o una elegante amazona paseando por un bosque mientras es segmentada por los árboles. Pero el mundo de Magritte contiene siempre al misterioso hombre
invisible con bombín y abrigo negro solo o en grupos, como en Golconda (1953), donde una multitud de ellos desciende sobre la ciudad" (Arnason).
A lo largo de los años cuarenta expone asiduamente en la galería Dietrich de Bruselas.
En los dos decenios sucesivos recibe numerosos encargos para la ejecución de pinturas murales en Bélgica.
Desde 1953 expone frecuentemente en la galería Alexander Iolas de Nueva York, París y Ginebra. Se organizan retrospectivas sobre su obra en 1954 en el Palacio de Bellas Artes de Bruselas, y en 1960 en el Museo de Arte Contemporáneo de Dallas y en el Museo de Bellas Artes de Houston.
Viaja por primera vez a Estados Unidos en 1965, con motivo de una retrospectiva que le dedica el Museo de Arte Moderno de Nueva York. Durante el año siguiente viaja a Israel.
Murió en Bruselas el 15 de agosto de 1967, pocos días después de la inauguración de una importante muestra de su obra en el Museo Boymans Van Beuningen de Róterdam.

## Estilo
Aunque mantenía cierta relación con Breton y los surrealistas, en ocasiones hubo distanciamientos entre ellos. Magritte siempre fue muy independiente, manteniendo sus ideas y principios artísticos por encima de modas o intereses grupales.
En sus cuadros es muy habitual ver juegos de duplicaciones, ausencias y representaciones dentro de representaciones; además, Magritte manipulaba imágenes cotidianas como un juego con el que explorar los límites de la percepción. Más que las disquisiciones teóricas y el automatismo de los surrealistas del grupo de París, a Magritte le interesan la ironía, la subversión de los valores ópticos de la pintura tradicional y los juegos de palabras. Sus cuadros, por lo general, carecen de la complejidad, el dramatismo o la apariencia convulsa de otras obras surrealistas, y presentan a menudo guiños o referencias a la pintura tradicional. Le son comunes a los otros surrealistas, sin embargo, la apariencia onírica de sus cuadros, el gusto por la "imagen doble" o la imagen fragmentada, y la ironía iconoclasta.
Una de las obsesiones o motivo recurrente en su pintura es el encuentro de contrarios, de realidades contrastantes que se unen, resultando paradójicas y extrañas. Así, paisajes nocturnos iluminados por cielos claros con nubes (serie El imperio de las luces), botas que tienen la apariencia de pies descalzos, pesadas rocas o bolas de metal flotando ingrávidas en el aire. 

## Obras destacadas
- El asesino amenazado, 1926. Museo de Arte Moderno de Nueva York.
- La voz de los vientos, 1928
- Los amantes,[2] 1928. Colección privada, Bruselas.
- Esto no es una pipa, 1929. Los Ángeles, County Museum.
- Invención colectiva, 1934
- La violación, 1934
- La condición humana, 1935[3]
- La clarividencia, 1936
- La llave de los campos, 1936. Museo Thyssen-Bornemisza, Madrid.
- Prohibida la reproducción, 1937
- El tiempo perforado, 1939
- Golconda, 1953. Houston, Texas, colección Menil.
- El imperio de las luces, 1953-54. Museos Reales de Bellas Artes de Bélgica, Bruselas.
- Esto no es una manzana, 1954
- El castillo de los Pirineos (Le Château des Pyrénées), óleo sobre tela, 200 × 145 cm, del 1959, Museo de Israel de Jerusalén. Es citado como una de las obras más representativas del pintor.[4][5]
- La gran familia, 1963
- El hijo del hombre, 1964. Representa un hombre con la manzana sobre la cara, que la tapa casi totalmente, sobre el fondo se aprecia un océano y un cielo nublado. Óleo sobre tela de 78 × 58 cm. Es parte de una colección privada.[6]
- El donante feliz, 1966.
- Los dos misterios, 1966.[7]

### Museo Magritte

#### Historia
El Museo Magritte es una sección de los Museos Reales de Bellas Artes de Bélgica albergado en el Hôtel du Lotto, un edificio que forma parte del vasto conjunto arquitectural necoclásico de Bélgica de la Place Royale de Bruselas.
El edificio del museo es de finales del siglo XVIII, y forma parte de un conjunto arquitectónico construido tras el incendio del Palacio Coudenberg en 1731. A lo largo de los siglos, los sucesivos propietarios lo han transformado en hotel, joyería y, finalmente, en museo.
La Place Royale y los edificios que la rodean son un testimonio histórico de la Bélgica del Antiguo Régimen y de su independencia. En esta plaza tuvo lugar la ceremonia de entronización del príncipe Leopoldo de Sajonia-Coburgo, rey de los belgas, el 21 de julio de 1831, cincuenta años después de su construcción. El edificio se transformó entonces en un hotel para viajeros durante más de un siglo, antes de ser vendido a un joyero a principios del siglo XX.
En 1951, las fachadas y los pórticos que bordean la Place Royale fueron reconocidos por su interés arquitectónico e histórico y quedaron definitivamente protegidos de cualquier modificación mediante una orden de clasificación en la lista del patrimonio belga.
Los Reales Museos de Bellas Artes de Bélgica se hicieron cargo de las instalaciones en 1962 y el Hotel Altenloh se transformó en un museo. En la década de 1980 se realizaron importantes obras de renovación y se reconstruyó por completo el interior del edificio.

#### Colección del Museo Magritte
La importancia de la colección de obras de René Magritte y su reputación internacional merecen un espacio dedicado a la exhibición del artista y su obra. En 2007 nació el proyecto de un futuro museo de Magritte en el antiguo Hotel Altenloh; las obras se iniciaron al año siguiente y finalizaron en 2009.
La colección de obras de René Magritte que se encuentra en los Reales Museos de Bellas Artes de Bélgica es la más grande del mundo y abarca todos los períodos de la vida del artista; además, está muy diversificada, con pinturas, dibujos, gouaches, carteles, obras publicitarias, cartas, fotografías, esculturas, películas y otros documentos.
La mayor parte de la recaudación procede de las donaciones de las siguientes personas: Georgette Magritte, Irène Scutenaire-Hamoir,  Germaine Kieckens, primera esposa del célebre dibujante Hergé, el pintor Maurice Rapin y Mirabelle Dors, la Fundación Magritte, la Universidad libre de Bruselas (ULB), así como préstamos privados.
El legado de Irène Louis Scutenaire-Irène Hamoir al museo incluye numerosas obras del pintor: más de veinte cuadros, veinte gouaches, cuarenta dibujos, etc. Estas obras colgaban en las paredes del museo. Estas obras fueron colgadas en las paredes de su casa situada en la Rue de la Luzerne. Son en particular:
- Portrait de Nougé, 1927.
- La Voleuse, 1927.
- Discovery, 1927.
- Personaje meditando sobre la locura, 1928.
- Retrato de Irene Hamoir, 1936.
- La Lecture défendue, 1936.
- Bel Canto, 1938.
- Las Grandes Esperanzas, 1940.
- La quinta estación, 1943.
- La sonrisa, 1943.
- La cosecha, 1943.
- Good Fortune, 1945.
- Los Encuentros Naturales, 1945.
- Las mil y una noches, 1946.
- La Inteligencia, 1946.
- Le Lyrisme, 1947.
- Lola de Valence, 1948.[Nota 1]

La colección del Museo Magritte también incluye más de 300 impresiones de fotografías que recorren la vida de Magritte: su familia, sus años de formación, sus amigos y su esposa Georgette. La fotografía era esencial para su arte y estas imágenes se utilizaban para crear sus cuadros.
Desde 2010, existe una política de intercambio con la Fundación de Menil en Houston (Texas, EE. UU.) y se han prestado algunas obras al Museo de Arte Moderno de Nueva York (MoMA) durante cuatro meses. En marzo de 2012, se expusieron una serie de obras cedidas por un coleccionista privado de origen inglés.

### Escritos de Magritte
- René Magritte, Manifestes et autres écrits, con avertissement de Marcel Mariën, Les Lèvres Nues, Bruxelles, 1972,
- Quatre-Vingt-Deux Lettres de René Magritte à Mirabelle Dors et Maurice Rapin, con  cartas de Noël Arnaud y Georgette Magritte, París, 1976.
- René Magritte, Écrits complets, edición realizada y anotada de André Blavier, Flammarion, París, 1979, 766 páginas, ISBN 208064128X.
- René Magritte, Les Mots et les images, selección de escritos, Labor, Bruxelles, 2000.